# Christian Wilhelm Allers
Christian Wilhelm Allers (6 d'agost de 1857 - 19 d'octubre de 1915), va ser un pintor i litògraf alemany.

## Biografia
Allers, va néixer a Hamburg en una família de mercaders. Va començar a treballar com litògraf a la seva ciutat natal però el 1877 es va traslladar a Karlsruhe. A la Kunstakademie ("Acadèmia de Belles Arts") va estudiar amb el professor Ferdinand Keller.
De 1880 a 1881 va ser mobilitzat per la Marina Alemanya a Kiel, on Anton von Werner va ser el seu patró. A Kiel hi va conèixer Klaus Groth, que es va fer amic seu.
Allers es va fer conegut amb la publicació d'una col·lecció de gravats denominada Club Eintracht el 1888. Posteriorment, va seguir amb diversos altres llibres i col·leccions de gravats, per exemple, un sobre Otto von Bismarck. L'èxit financer amb la publicació de la seva obra li va permetre, en la dècada de 1890, de construir una vila a Capri, a Itàlia. Allà hi va viure durant molts anys, retornant periòdicament Hamburg i Karlsruhe i viatjant per tot el món.
A la tardor de 1902 es va veure embolicat en un escàndol. El seu amic Friedrich Alfred Krupp, un altre famós i ric resident alemany de Capri, va ser acusat per diaris italians d'homosexual i pederasta. Algunes setmanes més tard Allers, que «tenia clares tendències homosexuals i li agradava envoltar-se de nois, que freqüentment usava com a models,» va ser acusat també, però davant del jutge. Krupp va morir poc després, havent-se suïcidat, presumptament. Allers va escapar abans de ser jutjat, havent estat condemnat in absentia a 4 anys i mig de presó.
Allers va deixar Capri i va viatjar pel món durant més de 10 anys, romanent algun temps a Nova Zelanda, a Samoa i a Austràlia. En aquell període va usar freqüentment el pseudònim «W. Andresen» i va guanyar diners pintant retrats de persones acabalades. Va morir el 1915 a Karlsruhe, alguns mesos després de la seva tornada a Alemanya.

## Art
Allers va ser un pintor naturalista, els dibuixos del qual eren rics en detalls realistes, tant, que moltes vegades patien de falta de calor i emoció. Encara que realista, Allers per vegades afegia persones que no eren presents als llocs que pintava.
Allers usava freqüentment el llapis en els seus dibuixos i les obres acolorides eren originalment dibuixos la llapis, acolorits a l'oli o amb pastís posteriorment. Els seus principals temes eren escenes del dia a dia (com per exemple, el Club Eintracht, el Spreeathener o en Hochzeitsreise), viatges (per exemple La Bella Napoli, Rund um die Welt, Unter deutscher Flagge) i retrats.

## Llibres i col·leccions de litografies
| - 1887 Hinter den Coulissen - 1888 Die Meininger - 1888 Club Eintracht - Eine Sommerfahrt - 1889 Eine Hochzeitsreise durch die Schweiz - 1889 Spreeathener. Berliner Bilder - 1890 Die silberne Hochzeit | - 1891 Unsere Marine - 1891 Backschisch - 1892 Capri - 1892 Fürst Bismarck in Friedrichsruh - 1893 La bella Napoli - 1896 Hochzeitsreise nach Italien | - 1898 Das deutsche Jägerbuch - 1898 Rund um die Erde - 1898 Unser Bismarck. Gedächtnis-Ausgabe - 1900 Unter deutscher Flagge - 1902 Das deutsche Corpsleben |